# Matthieu Auzanneau
« Auzanneau » redirige ici. Pour l’article homophone, voir Auzanot.
Matthieu Auzanneau, né le 14 octobre 1974 à Arcachon (Gironde), est un ancien journaliste, auteur spécialiste d'écologie et d'économie et directeur du think tank de la transition énergétique The Shift Project.

## Biographie
Matthieu Auzanneau est né le 14 octobre 1974 à Arcachon (Gironde). Il a été diplômé de l’Institut d’études politiques de Bordeaux en 1996 et du Centre de formation des journalistes en 1998. Il a commencé sa carrière au service enquête du Canard enchaîné, et a collaboré à de nombreux médias dont Le Monde, Arte, France 2, Terra Eco, la BBC, Transfert.net, Philosophie Magazine, Le Parisien, L’Expansion, Capital, La Décroissance. Il est progressivement devenu spécialiste des questions à la croisée de l'écologie et de l'économie, notamment celles de l'énergie et du climat.
Il a collaboré au quotidien Le Monde de 2004 à 2008, avant de devenir blogueur invité de la rédaction de 2010 jusqu'à aujourd'hui, avec le blog Oil Man : Chroniques du début de la fin du pétrole.
Pour Envoyé spécial (France 2), il tourne en 2002 en Alaska avec Christophe Kilian Pour 2 degrés de plus : premier documentaire français montrant des conséquences humaines concrètes du changement climatique, et notamment « les pêcheurs esquimaux d'Alaska qui ont vu leurs maisons balayées par la montée des eaux ». De 2002 à 2003, il participe à la plate-forme d’information en ligne indépendante et associative Transfert.net  où il commence à approfondir les enjeux d’énergie et d’écologie industrielle. Il développe en 2003 un concept d'émission de télévision, « Global », qui deviendra en 2008 sous le nom de « Global Mag » le premier magazine télévisé de reportage en France autour des problèmes d'écologie, et pour lequel il travaille en 2008-2009. En 2011, il collabore avec Greenpeace à la réalisation d'une campagne de communication autour des risques nucléaires.[réf. nécessaire]
Il devient en 2014 membre de l'Association for the Study of Peak Oil and Gas France, l'« association pour l'étude des pics pétroliers et gaziers », dont il était observateur lorsqu'il était journaliste professionnel[réf. nécessaire].

## Or noir, la grande histoire du pétrole
En 2015, il publie Or noir, la grande histoire du pétrole aux éditions La Découverte, fruit de plusieurs années de recherches. 
Le livre sort aux États-Unis sous le titre Oil, Power and War: A Dark History (Chelsea Green Publishing, 2018), avec un prologue de Richard Heinberg et l'ajout d'un dernier chapitre qui évoque notamment la relation entre le pétrole et l'élection de Donald Trump à la présidence des États-Unis.
Pour la revue scientifique Nature, le livre est une « prodigieuse chronique du "siècle fossile" ». Oil, Power and War: A Dark History est sélectionné sur la Best Books List 2019 du magazine de la Royal geographical society britannique, Geographical, selon lequel, « dans son livre érudit mais passionné, Matthieu Auzanneau fournit un compte rendu complet de l'impact que le pétrole a eu sur les détails de la vie quotidienne et sur les plus grands mouvements géopolitiques,. »
Cet ouvrage, qualifié de « bible du pétrole » par la Radio télévision suisse, d'« extrêmement bien documenté » par Les Échos ou encore de « première synthèse en français sur l’histoire du pétrole et son impact global » à sa sortie, lui vaudra également d’être salué comme le « Piketty du pétrole » par un magazine norvégien.
Le livre est comparé par le géo-économiste Nicolas Mazzuchi à l’œuvre de l'historien américain Daniel Yergin, à laquelle il offre un « contrepoint salutaire ». Pour Mazzuchi, Or Noir est marqué par un « prisme totalement différent », qualifié de « pas aussi américanocentré » et laissant « une place plus importante aux autres pays et surtout aux pays producteurs. »

## The Shift Project
Il intègre The Shift Project comme chargé des affaires publiques et de la prospective en 2014 avant d'en devenir le directeur le 1er octobre 2016 en remplacement de Cédric Ringenbach qui quitte le think tank pour s'investir dans son projet associatif la fresque du climat,. Il est régulièrement invité dans les médias pour parler de la transition énergétique,,.
Juste avant l'élection présidentielle de 2022, le groupe de réflexion publie un « Plan de transformation de l’économie française », proposant une manière de procéder, secteur par secteur, pour respecter les engagements de l'accord de Paris sur le climat tout en tenant compte des contraintes matérielles existantes.

## Publications

### Ouvrages
- Or noir, la grande histoire du pétrole, La Découverte, 2015.
- Avec Hortense Chauvin, Pétrole : le déclin est proche, Éditions du Seuil/Reporterre, 2021.
- Direction éditoriale, avec Emma Stokking, Climat, crises : le plan de transformation de l'économie française, Odile Jacob, 2022.

### Principaux articles et rapports
- Article « Emerging consensus on net energy paves the way for improved integrated assessment modeling », Delannoy, Auzanneau et al., Energy & Environmental Science, novembre 2023.
- Article « Guerre en Ukraine : « L’impérialisme carbure encore et toujours aux énergies fossiles », Le Monde, 4 mars 2022.
- Rapport, Gaz naturel : quels risques pour l'approvisionnement de l'UE ?, The Shift Project avec le soutien du ministère des Armées, de RTE et du BRGM, 2022.
- Article « L'inexorable déclin du pétrole : l'Union européenne, première victime de la pénurie ? », Futuribles n° 443, juillet-août 2021.
- Rapport, L’Union européenne risque de subir des contraintes fortes sur les approvisionnements pétroliers d’ici à 2030 – Analyse prospective prudentielle, 2020, The Shift Project avec le soutien du ministère des Armées.
- Article «  Les énergies fossiles » dans Aux origines de la catastrophe, pourquoi en sommes-nous arrivés là ?, dir. Pablo Servigne et Raphaël Stevens, Les liens qui libèrent (Paris, 2020).
- Article « Peak oil et low techs » dans la revue La pensée écologique (2020/1, n°5), Presses universitaires de France.
- Article « Inexorable » dans Nos futurs, imaginer les possibles du changement climatique, ouvrage collectif sous la direction de Aline Aurias, Roland Lehoucq, Daniel Suchet  et Jérôme Vincent, préface de Valérie Masson-Delmotte, ActuSF (Chambéry, 2020).

### Participations
- Chapitre « Le rôle du pétrole du Golfe dans le système international depuis les années 1950 » dans Le Moyen-Orient et le monde – L'état du monde 2021, dir. Bertrand Badie et Dominique Vidal, La Découverte (Paris, 2020).
- Chapitre « Énergies fossiles : l'amour à mort » dans Collapsus, ouvrage collectif sous la direction de Laurent Testot et Laurent Aillet, Albin Michel (Paris, 2020).
- Préface, Un avenir renouvelable, tracer les contours de la transition énergétique, Richard Heinberg, David Fridley, éditions écosociété (Montréal, 2019).
- Chapitre « Avec le pétrole de schiste, l’Amérique est « pleine aux as »… À quel prix ? » dans Fin du leadership américain ? – L'état du monde 2020, ouvrage collectif sous la direction de Bertrand Badie et Dominique Vidal, éditions La Découverte (Paris, 2019).
- Chapitre « Pas de puissance sans énergie : la « croissance verte » est-elle un oxymore ? » dans Qui gouverne le monde ? – L'état du monde 2017, ouvrage collectif sous la direction de Bertrand Badie et Dominique Vidal, éditions La Découverte (Paris, 2016).
- Chapitre « Le pétrole non conventionnel pourra-t-il retarder le déclin de la production mondiale de brut ? » dans Puissances d'hier et de demain – L'état du monde 2014, ouvrage collectif sous la direction de Bertrand Badie et Dominique Vidal, éditions La Découverte (Paris, 2013).